# Lumen (motorfiets)
Lumen is een historisch Frans bedrijf in Parijs dat vanaf 1920 een 150 cc gemotoriseerd achterwiel (een motorwheel) voor fietsen leverde. 
Dit werd ook ingebouwd in scooter-achtige motorfietsen, die veel weg hadden van de Autoped. Wel waren ze voorzien van een redelijk comfortabel zadel met ruggensteun. Het luchtgekoelde eencilinder viertaktblok was links van het achterwiel gebouwd en het achterspatbord diende als brandstoftank.